# Shape of You
„Shape of You“ je píseň anglického zpěváka Eda Sheerana, která pochází z jeho alba ÷. Zveřejněna byla 6. ledna 2017, ve stejný den, kdy zpěvák uvedl také píseň „Castle on the Hill“. Píseň napsali sám zpěvák, Steve Mac a Johnny McDaid.
Singl se umístil na první příčce řady hitparád v mnoha zemích, a to včetně americké Billboard Hot 100 a britské UK Singles Chart. V řadě zemí se singl stal několikanásobně platinovým. K písni byl rovněž natočen videoklip, jehož režisérem byl Jason Koenig. Klip k písni je pátým nejsledovanějším videem na YouTube s více než 6 miliardami. zhlédnutí (stav k 1. červnu 2023). Jedná se také o nejpřehrávanější skladbu na Spotify s 3,5 mld. přehrání.
Píseň získala v roce 2018 Cenu Grammy za nejlepší popový sólový výkon.